# Lino Capolicchio
Lino Capolicchio (n. 21 august 1943, Merano, Venezia Tridentina⁠(d), Italia – d. 3 mai 2022, Roma, Italia) a fost un actor italian de teatru, cinema și televiziune. A câștigat un premiu special David di Donatello pentru interpretarea din filmul Il giardino dei Finzi Contini (1970) al lui Vittorio de Sica.
Capolicchio a fost un cunoscut actor de televiziune înainte de a debuta în cinema cu un rol în filmul Îmblânzirea scorpiei (1967) al lui Franco Zeffirelli. A apărut în peste 70 de filme și seriale de televiziune. În 1995 a regizat filmul Pugili, după propriul scenariu, un film premiat despre lumea boxului.

## Biografie
După ce a absolvit Accademia nazionale d'arte drammatica Silvio D'Amico din Roma, și-a început cariera de actor debutând sub îndrumarea regizorului Giorgio Strehler la Piccolo Teatro din Milano în Gâlcevile din Chioggia (1964) de Carlo Goldoni, pentru care a obținut aprecieri din partea criticilor și a publicului. În 1965 a continuat colaborarea fructuoasă cu maestrul în Il gioco dei potenti, marea frescă shakespeareană din Henric al VIII-lea. Au urmat alte succese pe scenă, apoi a fost solicitat de RAI să interpreteze rolul lui Andrea Cavalcanti în filmul de televiziune Contele de Monte Cristo (1966) regizat de Edmo Fenoglio. În anul următor a făcut parte din distribuția internațională a filmului Îmblânzirea scorpiei (1967) al lui Franco Zeffirelli (după Shakespeare). Deși a avut o contribuție minimă, tânărul Lino Capolicchio a fost prezent timp de mai multe săptămâni pe platourile de filmare, purtând o serie de conversații cu protagonistul filmului, Richard Burton.
A obținut primul rol principal în 1968 în filmul Escalation al lui Roberto Faenza. În anul următor a fost distribuit în filmele Vergogna schifosi (1969) al lui Mauro Severino și Metti, una sera a cena, după scenariul tânărului Dario Argento inspirat dintr-o piesă de teatru a lui Giuseppe Patroni Griffi despre teoria sexuală revoluționară a psihiatrului austriac Wilhelm Reich. În același an a fost protagonistul filmului Il giovane normale al lui Dino Risi, o comedie dulce-amară despre conflictul între generații.
În 1970 a fost ales de Vittorio De Sica pentru rolul său cel mai faimos, protagonistul Giorgio din filmul Il giardino dei Finzi Contini, inspirat de romanul lui Giorgio Bassani, care a câștigat în 1971 Ursul de Aur la Festivalul Internațional de Film de la Berlin și apoi, în 1972, premiul Oscar pentru cel mai bun film străin; Lino Capolicchio a câștigat premiul David di Donatello pentru cel mai bun actor. Având acțiunea petrecută la Ferrara în anii 1930, filmul descrie, ca și romanul, viață retrasă a lui Micòl și a altor tineri burghezi din cadrul comunității evreiești. Vittorio De Sica arată, de asemenea, întreaga tragedie produsă de legile rasiale fasciste asupra evreilor și, în special, asupra vieții familiei lui Micòl până la izbucnirea războiului. Acest film este una dintre cele mai importante producții ale epocii experimentaliste și militante a cinematografiei italiene din anii 1970. Lino Capolicchio a dobândit o notorietate atât de mare, încât a fost amintit chiar și după mai mult de patruzeci de ani în principal pentru rolul jucat în acest film.
Au urmat alte filme cunoscute precum Amore e ginnastica și o interpretare viguroasă în Mussolini ultimo atto (1974) al lui Carlo Lizzani. În 1975 a apărut din nou la televiziune în filmul La paga del sabato (1975) de Sandro Bolchi și apoi în filmul polițist La legge violenta della squadra anticrimine (1976) al lui Stelvio Massi și a fost protagonistul filmului noir Solamente nero (1978) al lui Antonio Bido. În 1976 regizorul bolognes Pupi Avati l-a ales ca protagonist al thrillerului La casa dalle finestre che ridono (1976); a început astfel o relație de lungă durată, fiind distribuit apoi de regizor în miniserialele TV Jazz Band (1978) și Cinema!!!  (1980), precum și în filmul Ultimo minuto (1987). A participat, de asemenea, la realizarea filmului cu buget redus Le strelle nel fosso (1979) al aceluiași Avati, turnat rapid în intervalul dintre cele două seriale de televiziune pe malurile râului Pad. Un basm gotic, petrecut în anii '700, plin de poezie și de nostalgie. A apărut apoi în filmul Noi tre (1984), în care a interpretat rolul tatălui lui Mozart.
În 2006 Lino Capolicchio a jucat ca protagonist în filmul Aller-retour al regizorului belgian Mohammed Hambra. Este povestea unui italian în vârstă, care s-a întors în Belgia, după ce a lucrat mult timp în minele din Marcinelle. Filmul a fost lansat în Franța și Belgia, dar nu și în Italia. În 2010, ca dovadă a unei prietenii îndelungate, Pupi Avati l-a solicitat pe Capolicchio în filmul Una sconfinata giovinezza, care abordează o poveste tulburătoare despre un bolnav de Alzheimer. În 2010 a colaborat la filmul documentar Pupi Avati, ieri oggi domani al lui Claudio Costa dedicat regizorul Pupi Avati. Ulterior Lino Capolicchio a lucrat ocazional în cinema și televiziune, dedicându-și timpul mai mult teatrului, scenaristicii și activității didactice.

## Scenarist
Lino Capolicchio a fost autorul mai multor scenarii, printre care:
- Pugili (1996)
- Diario di Matilde Manzoni (2002)

## Premii și distincții
- Noce d'oro per la televisione (1967) - nominalizat ca cel mai bun actor pentru Questi nostri figli
- Globo d'Oro della Stampa Estera (1968) - cel mai bun actor pentru Escalation
- Nastri d'argento (1968) - nominalizat ca cel mai bun actor pentru Escalation
- Grolla d'oro (1969) - nominalizat ca cel mai bun actor pentru Metti, una sera a cena
- David di Donatello (1971): premiu special pentru Il giardino dei Finzi Contini
- Grolla d'oro (1972) - nominalizat ca cel mai bun actor pentru D'amore si muore
- Premiul Rodolfo Valentino (1974) ca cel mai bun actor pentru Amore e ginnastica
- Nominalizat la premiul pentru cel mai bun actor la Festivalul Internațional de Film de la Moscova (1975) pentru L'ultimo giorno di scuola prima delle vacanze di Natale
- Candidat la „Microfono d'argento” ca cel mai bun actor de radio pentru spectacolul radiofonic „Chiamate Roma 31 31”
- Premio della Stampa Internazionale (1997) pentru regia filmului Pugili
- Alabarda d'oro (2009) pentru teatru
- Premiul Vittorio De Sica (2012) pentru cel mai bun actor și regizor

## Filmografie
- Escalation, regie: Roberto Faenza (1968)
- Vergogna schifosi, regie: Mauro Severino (1969)
- Metti, una sera a cena, regie: Giuseppe Patroni Griffi (1969)
- Il giovane normale, regie: Dino Risi (1969)
- Il giardino dei Finzi Contini, regie: Vittorio De Sica (1970)
- Le tue mani sul mio corpo, regie: Brunello Rondi (1970)
- Mio padre monsignore, regie: Antonio Racioppi (1971)
- Un apprezzato professionista di sicuro avvenire, regie: Giuseppe De Santis (1972)
- D'amore si muore, regie: Carlo Carunchio (1973)
- Amore e ginnastica, regie: Luigi Filippo D'Amico (1973)
- 1974 Ultimul act (Mussolini ultimo atto), regia Carlo Lizzani
- Di mamma non ce n'è una sola, regie: Alfredo Giannetti (1974)
- L'ultimo giorno di scuola prima delle vacanze di Natale, regie: Gian Vittorio Baldi (1975)
- Càlamo, regie: Massimo Pirri (1976)
- La casa dalle finestre che ridono, regie: Pupi Avati (1976)
- La legge violenta della squadra anticrimine, regie: Stelvio Massi (1976)
- Solamente nero, regie: Antonio Bido (1978)
- Jazz band, regie: Pupi Avati (1978)
- Le strelle nel fosso, regie: Pupi Avati (1979)
- Cinema!!!, regie: Pupi Avati (1980)
- Il mondo degli ultimi, regie: Gian Butturini (1980)
- Canto d'amore, regie: Elda Tattoli (1982)
- Noi tre, regie: Pupi Avati (1984)
- Ultimo minuto, regie: Pupi Avati (1987)
- Fiorile, regia dei Fratelli Taviani (1993)
- Compagna di viaggio, regie: Peter Del Monte (1996)
- Porzûs, regie: Renzo Martinelli (1997)
- Un delitto impossibile, regie: Antonello Grimaldi (2000)
- Aller Retour, regie: M. Hamra (2009)
- Una sconfinata giovinezza, regie: Pupi Avati (2010)
- Nolite Timere - L'insegnamento di Papa Celestino V, regia Giuseppe Tandoi (2012)
- Fuori mira, regie: Erik Bernasconi (2014)
- L'altro Adamo, regie: Pasquale Squitieri (2014)
- Respiri, regie: Alfredo Fiorillo (2018)

## Filme și seriale de televiziune
- Questi nostri figli, regie: Mario Landi (1966)
- Il Conte di Montecristo, regie: Edmo Fenoglio (1966)
- Brodo di pollo con l'orzo di Arnold Wesker, regie: Flamino Bollini (1968)
- I giorni dei Turbin di Sergei N. Bulgakov, regie: Edmo Fenoglio (1969)
- Il Guardiano di Harold Pinter, regie: Edmo Fenoglio (1976)
- La paga del sabato di Beppe Fenoglio, regie: Sandro Bolchi (1976)
- Il delitto Paterno, regie: Gianluigi Calderone (1977)
- La fine del Viaggio di John Le Carrè, regie: Enrico Colosimo (1977)
- Jazz Band, regie: Pupi Avati (1977)
- La casta fanciulla di Cheapside di Thomas Middleton, regie: Ugo Gregoretti (1977)
- Lo Scroccone di Jules Renard, regia Mario Morini (1978)
- Alessandro di Piero Scanziani, regie: Gritzko Mascioni (TV Svizzera) (1978)
- Cinema!!!, regie: Pupi Avati (1978)
- Una rosa a colazione, regie: Eugenio Plozza (TV Svizzera) (1979)
- Verdi, regia Renato Castellani (1980)
- Woyzeck di Georg Buchner, regie: Giorgio Pressburger (1982)
- Lo zoo di vetro di Tennessee Williams, regie: Marcello Aliprandi (1982)
- Atelier, regie: Vito Molinari (1986)
- Apologo Tiberino, regie: Francesco Maselli (1986)
- Caracatița 3, regie: Luigi Perelli (1987)
- La Ragnatela, regie: Alessandro Cane (1990)
- Scomparsi, regie: Claudio Bonivento (1998)
- Fine Secolo, regie: Gianni Lepre (1999)
- Il sequestro Soffiantini, regie: Riccardo Milani (2002)
- Al di là delle frontiere, regie: Maurizio Zaccaro (2004)
- Nemici Amici, regie: Giulio Manfredonia (2009)
- La Grande Famiglia, regie: Riccardo Milani (2013)

## Activitatea teatrală
- Gâlcevile din Chioggia de Carlo Goldoni, regie: Giorgio Strehler (1965)
- Il gioco dei potenti, schiță de William Shakespeare, regie: Giorgio Strehler (1966)
- I mafiosi de Leonardo Sciascia, regie: Fulvio Tolusso (1966)
- Il guardiano de Harold Pinter, regie: Edmo Fenoglio (1967)
- Uno sguardo dal ponte de Arthur Miller, regie: Raf Vallone (1967)
- L'orologio americano de Arthur Miller, regie: Elio Petri (1982)
- La commedia della seduzione de Arthur Schnitzler, regie: Luca Ronconi (1985)
- Hangița de Carlo Goldoni, regie: Giuseppe Patroni Griffi (1987)
- Letteratura de Arthur Schnitzler, regie: Walter Pagliaro (1987)
- La donna col pugnale de Arthur Schnitzler, regie: Walter Pagliaro (1987)
- Cronaca de Leopoldo Trieste, regie: Mario Ferrero (1988)
- Fatti e disfatti de David Rabe, regie: Marco Mattolini (1990)
- La dolce ala della giovinezza de Tennessee Williams, regie: Giuseppe Patroni Griffi (1990)
- Prăbușirea Casei Usher de Edgar Allan Poe, regie: Walter Pagliaro (1992)
- Senilità de Italo Svevo, regie: Luca De Fusco (1995)
- Carnet di appuntamenti de Jean-Claude Carrière, regie: Beppe Navello (2001)
- Persone naturali e strafottenti de Giuseppe Patroni Griffi, regie: Giuseppe Patroni Griffi (2002)
- Storie fantastiche dal delta del Niger de Raffaele Curi, regie: Raffaele Curi (2009)

## Legături externe
- Lino Capolicchio la Internet Movie Database
- Lino Capolicchio at Allmovie
- Lino Capolicchio Arhivat în 30 august 2010, la Wayback Machine. at Fandango